# Carpo (maan)
Carpo (kar'-poe, [ˈkɑrpoʊ]; Grieks Καρπώ), of Jupiter XLVI, is een maan van Jupiter.
De maan is in 2003 ontdekt door een team van astronomen van de Universiteit van Hawaï onder leiding van Scott S. Sheppard. De naam kreeg na de ontdekking de tijdelijke aanduiding S/2003 J 20 totdat de definitieve naam in 2005 werd toegewezen.
De maan is genoemd naar Carpo, een van de Horen, en een dochter van Zeus (Jupiter).
Deze maan is net zoals Themisto een maan in een eigen klasse. De glooiingshoek van manen zoals deze is beperkt door het Kozai effect, ontdekt door Yoshihide Kozai in 1962. Dit effect betekent dat de glooiingshoek en de excentriciteit van de baan elkaar beïnvloeden.